# Барнтруп
Барнтруп (њем. Barntrup) град је у њемачкој савезној држави Северна Рајна-Вестфалија. Једно је од 16 општинских средишта округа Липе. Према процјени из 2010. у граду је живјело 9.120 становника. Посједује регионалну шифру (AGS) 5766012, NUTS (DEA45) и LOCODE (DE BAP) код.

## Географски и демографски подаци
Барнтруп се налази у савезној држави Северна Рајна-Вестфалија у округу Липе. Град се налази на надморској висини од 203 метра. Површина општине износи 59,5 km². У самом граду је, према процјени из 2010. године, живјело 9.120 становника. Просјечна густина становништва износи 153 становника/km².